# Myzostoma japonicum
Myzostoma japonicum is een ringworm uit de familie Myzostomatidae.
Myzostoma japonicum werd in 1906 voor het eerst wetenschappelijk beschreven door McClendon.